# Parafia Świętych Apostołów Piotra i Pawła w Sieńcu
Parafia Świętych Apostołów Piotra i Pawła w Sieńcu – parafia rzymskokatolicka znajdująca się w archidiecezji częstochowskiej, w dekanacie Wieluń – św. Wojciecha.
Parafia została erygowana 1 czerwca 2000 roku przez abp. Stanisława Nowaka. Pierwszym proboszczem został mianowany ks. Piotr Paweł Walterowicz.

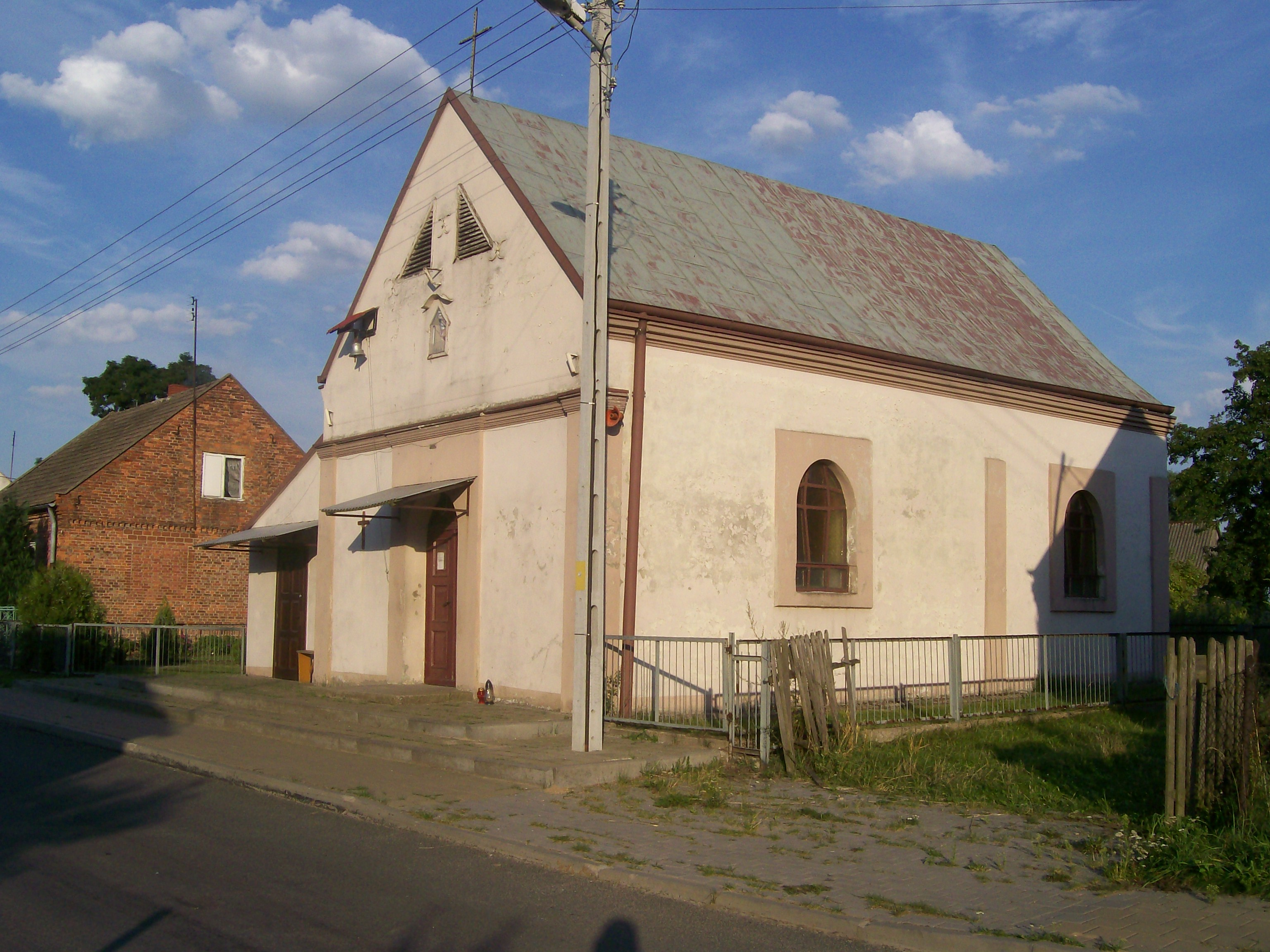
dawna kaplica parafialna